# Dagmar Hartig
Dagmar Hartig (* 1952 in Kaiserslautern) ist eine deutsche Fotografin und Künstlerin.

## Leben und Werk
Dagmar Hartig studiert nach einer Ausbildung zur technischen Zeichnerin von 1972 bis 1976 Fotografie an der Folkwangschule Essen bei Otto Steinert und Willi Fleckhaus. Im Anschluss arbeitet sie in der Titelredaktion des Stern, bevor sie sich ab 1980 als freiberufliche Fotografin und Illustratorin mit eigenen Themen und Projekten beschäftigt. Zu dieser Zeit entsteht auch eine umfangreiche Serie von Polaroids und Collagen, in denen sie banale Gebrauchsgegenstände zu überraschenden Stillleben kombiniert. Mit diesen inszenierten Fotografien wendet Hartig sich vom vorherrschenden Konzept des Dokumentarischen ab und richtet sich – mit dem Einsatz von Sofortbildfilm und Automatikkameras – gegen die technische Perfektion, die sie im Studium trainiert hat. Dagmar Hartig zählt damit auch zu den wenigen Künstlerinnen der Zeit, die die meist nur in der Werbung eingesetzte Farbfotografie als künstlerisches Medium erproben. Sie publiziert in den Zeitschriften Fotografie, Zeitschrift Internationaler Fotokunst und Camera Magazin, die wesentlich zur Akzeptanz der Fotografie als Kunst beigetragen haben.
Ihre Arbeiten sind in der Sammlung des Museums für Kunst und Gewerbe Hamburg mit 12 Polaroids, die im Kontext der Ausstellung Wolfgang Schulz und die Fotoszene um 1980  die 2019 stattfand, in die Sammlung gelangt sind, sowie eine Collage aus der 2021 erworbenen Privatsammlung von Hans Hansen stammt.

## Ausstellungen
- 1980: Ausstellung, Vorstellungen und Wirklichkeit, 7 Aspekte Subjektiver Fotografie, im Städtischen Museum Leverkusen, Schloss Morsbroich Künstlerhaus Wien; Palais des beaux-arts (Brussels, Belgium)[2]
- 1982: Dagmar Hartig (DE), Fotogalerie im Forum Stadtpark 1982, 15.10. – 5.11.1982[3]
- 2019: Wolfgang Schulz und die Fotoszene um 1980, Fotografie neu ordnen, Museum für Kunst und Gewerbe Hamburg[4]
- 2020: Fotografie. Wolfgang Schulz und die Fotoszene um 1980, Museum für Fotografie, Berlin[5][6][7]
- European Month of Photography 2020, EMOP Berlin, 2020[8]
- 2023: The F*word – Guerrilla Girls und feministisches Grafikdesign, Museum für Kunst und Gewerbe Hamburg, 16.02.–17.09.2023[9]
- Wiki Women – Wissen gemeinsam ergänzen, Museum für Kunst und Gewerbe Hamburg, 27.05.–24.09.2023[10]